# مرد عنکبوتی: دوست یا دشمن
«مرد عنکبوتی: دوست یا دشمن» (انگلیسی: Spider-Man: Friend or Foe) یک بازی ویدئویی در سبک بازی اکشن-ماجراجویی، بازی ماجراجویی، بیتم آپو سکوبازی است که توسط اکتیویژن و در سال ۲۰۰۷ و در پلت‌فرم‌های نینتندو دی‌اس، وی، اکس‌باکس ۳۶۰، پلی‌استیشن ۲، مایکروسافت ویندوز، و پلی‌استیشن همراه منتشر شده‌است. بازی مرد عنکبوتی دوست یا دشمن دومین بازی پر فروش پلی استیشن۲ است.

## داستان
در بهبه درگیری مرد عنکبوتی با دشمنانش گروهی از فضایی ها تمام دشمنان او را به اسارت می گیرند و ...... .